# 秦光栄
秦 光栄（しん こうえい、1950年12月25日 - ）は、中華人民共和国の政治家。湖南省出身。衡陽師範学院・中南大学卒業。元中国共産党雲南省委員会書記および雲南省人民代表大会常務委員会主任。中国共産党第17、18期中央委員。

## 略歴
1950年12月25日、湖南省永州市で生まれる。1972年1月、中国共産党に入党。1973年9月に衡陽師範学院に入学し、1975年8月に卒業。卒業後は湖南師範学院零陵分院政工科・団委、中国共青団湖南省委副書記、党组副書記、省青聯主席、零陵地委書記を歴任した。1993年6月から1998年2月、中国共産党長沙市委員会書記に就任。2003年1月に雲南省人民政府常務副省長昇進。1999年1月に雲南省に移動し2007年1月まで雲南省人民政府省長や党雲南省委員会副書記を歴任する。2011年8月から党雲南省委員会書記に就任し、2012年2月から雲南省人民代表大会常務委員会主任を兼任する。2014年11月1日、第12期全国人民代表大会の決定により、全国人民代表大会内務司法委员会副主任委員に任命された。
2019年5月、秦光栄は重大な紀律違反の疑いがあり、自発的に事件を投じる。党中央紀律検査委員会・国家監察委員の紀律審査と監察調査を受ける。

## 家族
- 子 — 秦嶺